# 이형근
이형근(李亨根, 1920년 11월 2일 ~ 2002년 1월 13일)은 일본과 대한민국의 군인, 대한민국의 외교관이다. 본관은 공주, 호는 청재(靑哉). 창씨개명 당시의 이름은 마쓰야마 다케오(松山武雄). 초대 육군참모총장을 지낸 이응준의 사위이다. 대한민국 국군 초기 창군 주역이자 원조(元祖)로 평가받는다.

## 생애
이형근은 1920년 충청남도 공주에서 출생하였고, 1942년 일본 육군사관학교를 56기로 졸업하였고 그 후 일본 육군야전포병학교를 졸업하였다. 일본군 포병 대위로 복무하다가 태평양 전쟁 종전을 맞았다.
종전 후 1945년 12월 5일 군사영어학교(現 육군사관학교) 1기생으로 입교 신청을 하였지만, 뛰어난 영어능력으로 UN과 GHQ로부터 면제를 받았다. 1기로, 대한민국 육군 사상 최초로 대위로 임관하였다.(1946년 1월 15일) 그는 대한민국 국군의 상징인 "군번1번"인데, 당시 군번은 유엔군사령부에서 각국의 참모들의 의견들을 받아들여 엄격히 정해진 것으로 최고사령관의 1번을 의미하였다. 문제는 이형근은 군번 "1번"이라는 문제 때문에 자신이 군번 1번이 되고 싶었던 채병덕과 불구대천지 원수지간이 되기도 했다는 것이다. 임관 후, 그는 남조선국방경비대 제2연대장을 맡았다. 이어서 1946년 5월 1일에 초대 조선경비사관학교 교장을 맡았고, 잠시 남조선국방경비대 총사령관 대리를 겸하였다(1946년 9월 28일 ~ 1946년 12월). 1948년 6월에는 통위부 참모총장이 되었고, 대한민국 국군으로서는 최초로 미국에 건너가(1948년 8월) 미국의 군사시설을 시찰한 바 있다. 육군 제8사단장(1949년 6월 20일)을 맡았다.
한국 전쟁이 발발하기 직전, 후방인 육군 제2사단장에 임명(1950년 6월 18일)되어 대전의 사단 본부로 부임(6월 20일)하였고 부대 순시를 마치기도 전에 전쟁 발발 소식을 접했다(6월 25일 8시).
육군본부 작전참모부장 김백일(金白一) 대령으로부터 “지금 적이 전면남침하고 있으니 병력을 끌고 빨리 올라와 달라.”는 연락을 받은 것이다. 1950년 10월에는 육군 제3군단장, 1951년 8월에는 육군본부 교육총장을 맡았으며, 1951년 9월에 초대 휴전회담 대표로 참여하였고, 한국군이 북진을 계속하던 1952년 1월에는 육군 제1군단장을 맡았다. 이때부터 그는 동부전선에 진출했다. 유명한 “351고지 전투”에서 많은 전공을 세웠으며 휴전당시 동부휴전선을 38선에서 북쪽으로 훨씬 밀어 올려둔 것도 그의 공이 컸다.  진급을 거듭한 끝에, 종전 후인 1954년 2월 14일 정일권 장군과 동시에 사성(四星)장군이 되었다. 초대 대장인 백선엽 장군의 뒤를 이어 두 번째의 대장이 된 셈이다. 1954년 2월 초대 합동참모의장,  1956년 6월에는 제9대 육군참모총장이 되었다가 스스로 물러났다.(1958년 5월)  1959년 8월 6일에 대장으로 예편하였다. 예편한 이래 재향군인회회장으로서 예비역 군인들을 지도해오다가 1961년 6월 주필리핀 특명전권대사를 거쳐 주영(駐英)대사를 지냈다.
그 밖에, 미국 육군보병학교와 미국 육군참모대학교도 졸업하였다. 그는 한국 전쟁 당시 10대 미스터리를 제기한 인물로도 유명하다.

## 사후
2008년 발표된 민족문제연구소의 친일인명사전 수록예정자 명단 중 군 부문에 선정되었다.

## 가족
- 장인: 이응준(李應俊, 1891년 8월 12일 ~ 1985년 7월 8일, 초대 대한민국 육군참모총장 역임. 대한민국 군사영어학교 1기 임관. 1955년 대한민국 육군 중장 예편.)
  - 처남: 이창선(李昌善, 1921년 ~ 1996년, 이응준의 아들. 일본 도쿄 출생. 대한민국 육군사관학교 2기 및 고려대학교 경제학과 졸업. 1955년 대한민국 육군 대령 예편.)
    - 장녀: 이미경(李美卿, 1940년 2월 23일 ~ , 기혼 및 출가.)
    - 장남: 이훈(李勳, 1947년 7월 21일 ~ , 기혼. 개신교 집사.)
    - 차남: 이현(李玄, 1950년 9월 7일 ~ , 본명 이헌(李憲). 가수 출신 기업인. 강원도 춘천 출생. 기산통신 사장. 개신교 집사. 한양대학교 전기공학과 졸업. 기혼.)
    - 차자부: 장순천(張順玔, 1963년 ~ , 연극배우 출신. 이현의 아내. 개신교 권사. 한양대학교 연극영화학과 졸업.)
    - 차녀: 이애경(李愛卿, 1953년 12월 7일 ~ , 기혼 및 출가. 인테리어 사업.)
      - 외손녀: 한지원(韓知原, 1981년 12월 15일 ~ , 이애경의 딸. 미국 샌타 모니카 대학교 미술학과 졸업. 2001년 미스코리아 한국일보 출신.)

    - 3녀: 이은경(李恩卿, 1956년 3월 23일 ~ , 기혼 및 출가.)
    - 4녀: 이보경(李寶卿, 1957년 9월 10일 ~ , 기혼 및 출가.)

  - 동생: 이상근(李尙根, 1922년 ~ 1950년 7월 14일, 前 육군 제7사단 제3연대장. 대한민국 육군사관학교 2기 임관. 한국 전쟁에서 전사한 뒤 대한민국 육군 준장 특진이 추서됨.)

## 학력
- 일본 육군사관학교 56기
- 일본 육군야전포병학교 졸업
- 대한민국 군사영어학교 1기
- 미국 육군보병학교 졸업
- 미국 육군참모대학교 졸업

## 참고 자료
- 성동기 기자 (2002년 1월 14일). “대한민국 軍 기초 다진 ‘군번 1번’ 떠나다”. 동아일보. 2008년 3월 31일에 확인함.[깨진 링크(과거 내용 찾기)]

| 전임 러셀 베로스 | 남조선 국방경비대 총사령관 직무대리 1945년 9월 28일 ~ 1946년 12월 | 후임 송호성 |

| 전임 (초대) | 초대 연합참모본부총장 1954년 5월 5일 ~ 1956년 6월 27일 | 후임 정일권 |

| 전임 정일권 | 제9대 육군참모총장 1956년 6월 27일 ~ 1957년 5월 17일 | 후임 백선엽 |

| 전임 백선엽 | 육군참모총장 권한대행 1959년 2월 23일 ~ 1959년 8월 6일 | 후임 송요찬 |